# Antoine-Paulin Pihan
Antoine-Paulin Pihan est un orientaliste français né le 25 février 1810 à Paris et mort le 4 février 1879 dans cette même ville. Il a étudié l'arabe, le persan et le turc et travaillé comme prote de la section des langues orientales à l'Imprimerie impériale.

## Biographie
On sait très peu de choses sur la vie de Pihan ; néanmoins, l’œuvre qu'il a laissée (près d'une vingtaine de titres dont un dictionnaire étymologique) permet de penser qu'il fut un grand érudit.
Il est l'auteur d'un Dictionnaire étymologique des mots de la langue française dérivés de l'arabe, du persan ou du turc (1866), de Éléments de la langue algérienne, ou Principes de l'arabe vulgaire, de Notice sur les divers genres d'écriture ancienne et moderne des arabes, des persans et des turcs (1856), de Choix de fables et historiettes traduites de l'arabe et accompagnées d'un grand nombre de notes (1866), de Calila et Digna et d'autres textes détaillés sur le portail de la BNF.